# Anomalia Uhla
Anomalia Uhla (choroba Uhla, ang. Uhl anomaly) – rzadka wada wrodzona serca (do 1993 roku opisano 84 przypadki odpowiadające tej chorobie) charakteryzująca się częściowym lub całkowitym brakiem mięśnia sercowego prawej komory.
Typowy obraz anatomiczny wolnej ściany prawej komory to stykające się ze sobą blaszki wsierdzia i osierdzia bez leżącej między nimi warstwy tkanki mięśniowej czy łącznej, bez cech procesu zapalnego. Przegroda międzykomorowa i lewa komora zbudowane są prawidłowo.
W obrazie klinicznym dominują objawy prawokomorowej niewydolności serca. W istotny sposób nie predysponuje do komorowych zaburzeń rytmu.
Jednostkę chorobową opisał jako pierwszy amerykański kardiolog Henry Stephen Magraw Uhl w 1951 roku.